# The Plastic Ono Band
A The Plastic Ono Band John Lennon és Yoko Ono zenekara volt, amit 1969-ben, még a Beatles feloszlása előtt alapítottak.

## Története
Lennon és Ono magánéleti-művészeti kapcsolatának első fontos állomása az 1968. május 19-én felvett Unfinished Music No. 1: Two Virgins című album. 1969. május 9-én jelent meg második albumuk, az Unfinished Music No. 2: Life with the Lions. Ekkor úgy döntöttek, hogy későbbi közös műveiket a The Plastic Ono Band neve alatt fogják megjelentetni. Mottójuk: „TE vagy a Plastic Ono Band” azt sugallta, hogy bárki tagja lehetett a zenekarnak. A név tulajdonképpen Lennonra, Onóra és az épp velük játszó zenészekre utalt. Későbbi munkáikon mindketten feltüntették a zenekar nevét. A csoport első „saját” kislemeze az 1969-es "Give Peace a Chance" volt, amit egy montréali hotelszobában vettek fel, a látogatók jelenlétében.
Csak egyetlen album jelent meg, amit teljes egészében a zenekar jegyez: a Live Peace in Toronto 1969, amit 1969. szeptember 13-án, a Toronto Rock and Roll Revival Festival rendezvényen vettek fel. A zenekar középpontjában természetesen Lennon és Ono állt, zenésztársaik pedig a következők voltak: Eric Clapton, Klaus Voormann (Lennon régi barátja Hamburgból, aki a Revolver borítóját tervezte) és Alan White (1972-ben lett a Yes dobosa).
1969. október 24-én jelent meg a "Cold Turkey" című kislemez, melyen az előbbi felállás játszik. A dal Lennon heroinfüggőségéről, a kábítószerről való leszokásról szól. 1970 elején Lennon és Ono már saját nevét is feltüntette a zenekar mellett (az "Instant Karma!" című kislemezen John Lennon with The Plastic Ono Band szerepelt. Első igazi szólóalbumaik címe: John Lennon/Plastic Ono Band és Yoko Ono/Plastic Ono Band). 1971-re a zenekar neve másodlagossá vált, néha változtattak is rajta (The Plastic Ono Nuclear Band, The Plastic U.F.Ono Band, vagy a Frank Zappával adott koncerten The Plastic Ono Mothers – utalás Zappa The Mothers of Invention zenekarára). A The Plastic Ono Band neve utoljára John Lennon 1975-ös, Shaved Fish című válogatásalbumán szerepelt.